# John Prine (álbum)
John Prine, es el álbum homónimo y debut del músico y compositor estadounidense de country John Prine publicado en 1971 por Atlantic.
En el 2020 el álbum fue ubicado en el puesto 149 de la lista de los 500 mejores álbumes de todos los tiempos de la revista estadounidense Rolling Stone.